# Филлипс, Шон
Шон Филлипс (англ. Sean Phillips; род. 27 января 1965) — британский художник комиксов. Наиболее известен работами с Эдом Брубейкером.
Также работал над сериями WildC.A.T.s, Batman b Hellblazer для DC Comics.

## Карьера
Филлипс начал свою карьеру в индустрии комиксов будучи школьником, в 1980 году. Он работал над британскими комиксами для девочек. Среди них были такие серии, как Bunty, Judy и Nikki. После получения художественного образования в 1988 году Филлипс начал работать с Джоном Смитом над New Statesmen и Straitgate, а также с Патом Миллсом над Third World War.

## Награды

### Eisner Award
Шон Филлипс и его работы неоднократно были номинированы на премию Айснера:

#### Best Cover Artist
- 2004: номинация (Sleeper)[3]
- 2010: номинация (Criminal, Incognito и 28 Days Later)[4]
- 2012: номинация (Criminal: The Last of the Innocents)[5]
- 2013: номинация (Fatale)[6]
- 2017: номинация (Criminal 10th Anniversary Special и Kill or Be Killed)[7]

#### Best Penciller/Inker
- 2013: номинация (Fatale)[6]

#### Best Single Issue/One-Shot
- 2017: номинация (Criminal 10th Anniversary Special)[7]

#### Best Continuing Series
- 2013: номинация (Fatale)[6]
- 2017: номинация (Kill or Be Killed)[8]

#### Best New Series
- 2004: номинация (Sleeper)[3]
- 2007: победа (Criminal)[9]
- 2013: номинация (Fatale)[6]

#### Best Limited Series or Story Arc
- 2010: номинация (Incognito)[4]
- 2012: победа (Criminal: The Last Of The Innocent)[10]
- 2016: победа (The Fade Out)[11]

### Другое
- 2006: победа — Spike TV Scream Award, категория «Best Artist»[12]
- 2013: победа — Британская премия фэнтези, категория «Художник»[13]